# Touit
Touit és un gènere d'ocells de la família dels psitàcids.

## Taxonomia
Segons la Classificació del Congrés Ornitològic Internacional (versió 2.5, 2010) aquest gènere està format per 8 espècies:
- cotorreta alapigallada (Touit stictopterus).
- cotorreta capbruna (Touit purpuratus).
- cotorreta cuadaurada (Touit surdus).
- cotorreta de Costa Rica (Touit costaricensis).
- cotorreta de set colors (Touit batavicus).
- cotorreta dorsibruna (Touit melanonotus).
- cotorreta frontblava (Touit dilectissimus).
- cotorreta multicolor (Touit huetii).